# Списак спортских клубова у Источном Сарајеву
Град Источно Сарајево је град у коме егзистира велики број спортских колектива, разноврсних спортова:

## Фудбал

### Мушки фудбалски клубови
| Грб | Назив                                   | Општина               | Адреса                                | Ранг такмичења у тренутној сезони; 2016/17. |
| --- | --------------------------------------- | --------------------- | ------------------------------------- | --- |
|     | Омладински фудбалски клуб Касиндо       | Источна Илиџа         | Касиндо                               | Није узео учешће у лигашком систему |
|     | Фудбалски клуб Фамос                    | Источна Илиџа         | Војводе Живојина Мишића 27, Војковићи | Друга лига-исток |
|     | Фудбалски клуб Танго                    | Источна Илиџа         | Војковићи                             | Омладинска лига кантона Сарајево-пјетлићи-2005 Омладинска лига кантона Сарајево-пјетлићи-2006 Омладинска лига кантона Сарајево-цицибани                                                                                                 |
|     | Фудбалски клуб Темпо                    | Источна Илиџа         | Бијело Поље                           | Омладинска лига кантона Сарајево-предпионири Омладинска лига кантона Сарајево-пјетлићи-2005 Омладинска лига кантона Сарајево-пјетлићи-2006 Омладинска лига кантона Сарајево-цицибани                                                    |
|     | Фудбалски клуб Славија                  | Источно Ново Сарајево | Јована Рашковића 16, Лукавица         | Прва лига Омладинска лига кантона Сарајево-пионири Омладинска лига кантона Сарајево-предпионири Омладинска лига кантона Сарајево-пјетлићи-2005 Омладинска лига кантона Сарајево-пјетлићи-2006 Омладинска лига кантона Сарајево-цицибани |
|     | Фудбалски клуб Олимп                    | Пале                  | Младена Тодоровића 2, Пале            | Омладинска лига кантона Сарајево-пионири Омладинска лига кантона Сарајево-предпионири Омладинска лига кантона Сарајево-пјетлићи-2005 |
|     | Омладински фудбалски клуб Подграб       | Пале                  | Подграб                               | Трећа лига-југ |
|     | Фудбалски клуб Пикси                    | Пале                  | Српских ратник бб, Пале               | Омладинска лига кантона Сарајево-предпионири Омладинска лига кантона Сарајево-пјетлићи-2006 |
|     | Фудбалски клуб Романија                 | Пале                  | Романијска бб, Пале                   | Трећа лига-југ |
|     | Омладински фудбалски клуб Гласинац 2011 | Соколац               | Милана Шарца бб, Соколац              | Друга лига-исток Омладинска лига кантона Сарајево-кадети |
|     | Фудбалски клуб Соколац                  | Соколац               | Борка и Ратка Радовића бб, Соколац    | Омладинска лига кантона Сарајево-кадети Омладинска лига кантона Сарајево-пионири |
|     | Фудбалски клуб Жељезница                | Трново                | Трново бб, Трново                     | Трећа лига-југ |

### Женски фудбалски клубови
| Грб | Назив                         | Општина | Адреса                   | Ранг такмичења у тренутној сезони; 2016/17. |
| --- | ----------------------------- | ------- | ------------------------ | ------------------------------------------- |
|     | Женски фудбалски клуб Соколац | Соколац | Милана Шарца бб, Соколац | Прва лига женског фудбала у РС              |

### Клубови малог фудбала - футсала
| Грб | Назив                               | Општина               | Адреса                        | Ранг такмичења у тренутној сезони; 2016/17. |
| --- | ----------------------------------- | --------------------- | ----------------------------- | ------------------------------------------- |
|     | Клуб малог фудбала Танго            | Источна Илиџа         | Војковићи                     | Премијер лига БиХ у футсалу                 |
|     | Клуб малог фудбала Славија          | Источно Ново Сарајево | Јована Рашковића 16, Лукавица | Није узео учешће у лигашком систему         |
|     | Клуб малог фудбала Јахорина         | Пале                  | Пале                          | Прва лига РС у футсалу                      |
|     | Клуб малог фудбала Гласинац Соколац | Соколац               | Соколац                       | Друга лига РС у футсалу-група 1             |

## Кошарка

### Мушки кошаркашки клубови
| Грб | Назив                                   | Општина               | Адреса                | Ранг такмичења у тренутној сезони; 2016/17. |
| --- | --------------------------------------- | --------------------- | --------------------- | ------------------------------------------- |
|     | Омладински кошаркашки клуб Игман        | Источна Илиџа         | Војковићи             | Друга лига Републике Српске у кошарци-исток |
|     | Омладински кошаркашки клуб Славија 1996 | Источно Ново Сарајево | Карађорђева, Лукавица | Прва мушка лига Републике Српске у кошарци  |
|     | Кошаркашки клуб Обилић                  | Пале                  | Пале                  | Друга лига Републике Српске у кошарци-исток |
|     | Кошаркашки клуб Соколац                 | Соколац               | Соколац               | Прва мушка лига Републике Српске у кошарци  |

### Женски кошаркашки клубови
| Грб | Назив                        | Општина       | Адреса    | Ранг такмичења у тренутној сезони; 2016/17. |
| --- | ---------------------------- | ------------- | --------- | ------------------------------------------- |
|     | Женски кошаркашки клуб Игман | Источна Илиџа | Војковићи | Прва женска лига Републике Српске у кошарци |

## Одбојка

### Мушки одбојкашки клубови
| Грб | Назив                          | Општина | Адреса | Ранг такмичења у тренутној сезони; 2016/17. |
| --- | ------------------------------ | ------- | ------ | --- |
|     | Мушки одбојкашки клуб Јахорина | Пале    | Пале   | Прва мушка лига Републике Српске у одбојци Омладинска мзшкалига Републике Српске у одбојци-кадети Омладинска мзшкалига Републике Српске у одбојци-јуниори |
|     | Одбојкашки клуб Мокро          | Пале    | Мокро  | Није узео учешће у лигашком систему |

### Женски одбојкашки клубови
| Грб | Назив                           | Општина               | Адреса                | Ранг такмичења у тренутној сезони; 2016/17. |
| --- | ------------------------------- | --------------------- | --------------------- | ------------------------------------------- |
|     | Женски одбојкашки клуб Славија  | Источно Ново Сарајево | Карађорђева, Лукавица | Прва женска лига Републике Српске у одбојци |
|     | Женски одбојкашки клуб Јахорина | Пале                  | Пале                  | Прва женска лига Републике Српске у одбојци |
|     | Женски одбојкашки клуб Гласинац | Соколац               | Соколац               | Прва женска лига Републике Српске у одбојци |

## Рукомет

### Мушки рукометни клубови
| Грб | Назив                      | Општина               | Адреса                | Ранг такмичења у тренутној сезони; 2016/17.                    |
| --- | -------------------------- | --------------------- | --------------------- | -------------------------------------------------------------- |
|     | Мушки рукометни клуб Игман | Источна Илиџа         | Војковићи             | Није узео учешће у лигашком систему                            |
|     | Рукометни клуб Славија     | Источно Ново Сарајево | Карађорђева, Лукавица | Прва мушка лига Републике Српске у рукомету Лига младих-исток  |
|     | Рукометни клуб Пале        | Пале                  | Пале                  | Није узео учешће у лигашком систему                            |
|     | Рукометни клуб Гласинац    | Соколац               | Соколац               | Друга мушка лига Републике Српске у рукомету Лига младих-исток |

### Женски рукометни клубови
| Грб | Назив                         | Општина               | Адреса                | Ранг такмичења у тренутној сезони; 2016/17. |
| --- | ----------------------------- | --------------------- | --------------------- | ------------------------------------------- |
|     | Женски рукометни клуб Славија | Источно Ново Сарајево | Карађорђева, Лукавица | Није узео учешће у лигашком систему         |
|     | Женски рукометни клуб Игман   | Источна Илиџа         | Војковићи             | Није узео учешће у лигашком систему         |

## Борилачки спортови

### Боксерски клубови
| Грб | Назив                   | Општина | Адреса  | Ранг такмичења у тренутној сезони; 2016/17. |
| --- | ----------------------- | ------- | ------- | ------------------------------------------- |
|     | Боксерски клуб Гласинац | Соколац | Соколац |                                             |

### Карате клубови
| Грб | Назив                 | Општина               | Адреса                | Ранг такмичења у тренутној сезони; 2016/17. |
| --- | --------------------- | --------------------- | --------------------- | ------------------------------------------- |
|     | Карате клуб Игман     | Источна Илиџа         | Војковићи             |                                             |
|     | Карате клуб Славија   | Источно Ново Сарајево | Карађорђева, Лукавица |                                             |
|     | Карате клуб Романија  | Пале                  | Пале                  |                                             |
|     | Карате клуб Омладинац | Соколац               | Соколац               |                                             |

### Кик бокс клубови
| Грб | Назив                          | Општина               | Адреса                    | Ранг такмичења у тренутној сезони; 2016/17. |
| --- | ------------------------------ | --------------------- | ------------------------- | ------------------------------------------- |
|     | Кик бокс клуб Источно Сарајево | Источно Ново Сарајево | Вука Караџића 8, Лукавица |                                             |
|     | Кик бокс клуб Куле             | Трново                | Трново                    |                                             |

### Клубови борилачких спортова
| Грб | Назив                                | Општина               | Адреса                | Ранг такмичења у тренутној сезони; 2016/17. |
| --- | ------------------------------------ | --------------------- | --------------------- | ------------------------------------------- |
|     | Клуб борилачких спортова Кобра       | Источно Ново Сарајево | Лукавица              |                                             |
|     | Клуб борилачких спортова Девета чета | Пале                  | Романијска 82, Пале   |                                             |
|     | Клуб борилачких спортова Заншин      | Пале                  | Николе Тесле бб, Пале |                                             |
|     | Клуб борилачких спортова Рајко Кушић | Пале                  | 3. априла 34, Пале    |                                             |

### Реални аикидо клубови
| Грб | Назив                  | Општина               | Адреса                   | Ранг такмичења у тренутној сезони; 2016/17. |
| --- | ---------------------- | --------------------- | ------------------------ | ------------------------------------------- |
|     | Реални аикидо клуб КГБ | Источно Ново Сарајево | Стефана Немање, Лукавица |                                             |

### Теквондо клубови
| Грб | Назив                  | Општина               | Адреса                   | Ранг такмичења у тренутној сезони; 2016/17. |
| --- | ---------------------- | --------------------- | ------------------------ | ------------------------------------------- |
|     | Теквондо клуб Тигар    | Источна Илиџа         | Касиндо                  |                                             |
|     | Теквондо клуб Славија  | Источно Ново Сарајево | Лукавица                 |                                             |
|     | Теквондо клуб Романија | Пале                  | Српских ратника бб, Пале |                                             |

### Џију-џица клубови
| Грб | Назив                  | Општина               | Адреса   | Ранг такмичења у тренутној сезони; 2016/17. |
| --- | ---------------------- | --------------------- | -------- | ------------------------------------------- |
|     | Џију-џица клуб Славија | Источно Ново Сарајево | Лукавица |                                             |

### Џудо клубови
| Грб | Назив                       | Општина               | Адреса                       | Ранг такмичења у тренутној сезони; 2016/17. |
| --- | --------------------------- | --------------------- | ---------------------------- | ------------------------------------------- |
|     | Џудо клуб Фамос             | Источна Илиџа         | Војковићи                    |                                             |
|     | Џудо и самбо клуб Црепољско | Источни Стари Град    | Вучија Лука                  |                                             |
|     | Џудо клуб Рандори           | Источно Ново Сарајево | Лукавица                     |                                             |
|     | Џудо клуб Славија           | Источно Ново Сарајево | Лукавица                     |                                             |
|     | Џудо клуб Рајко Кушић       | Пале                  | Доброслава Јевђевића 5, Пале |                                             |
|     | Џудо клуб Романија          | Пале                  | Српских ратника бб, Пале     |                                             |
|     | Џудо клуб Соколац           | Соколац               | Соколац                      |                                             |
|     | Џудо секција Трново         | Трново                | Трново                       |                                             |

## Алпинистички спортови

### Скијање на снијегу
| Грб | Назив                           | Општина               | Адреса                     | Ранг такмичења у тренутној сезони; 2016/17. |
| --- | ------------------------------- | --------------------- | -------------------------- | ------------------------------------------- |
|     | Смучарски клуб Игман            | Источна Илиџа         | Војковићи                  |                                             |
|     | Смучарски клуб Младен Грујић    | Источни Стари Град    | Вучија Лука                |                                             |
|     | Скијашки клуб Јахорина          | Источно Ново Сарајево | Лукавица                   |                                             |
|     | Сноуборд клуб Јахорина          | Пале                  | Доброслава Јевђевића, Пале |                                             |
|     | Смучарски клуб Источно Сарајево | Пале                  | Магистрални пут 16, Пале   |                                             |
|     | Смучарски клуб Романија         | Пале                  | Пале                       |                                             |

## Игре на табли

### Шаховски клубови
| Грб | Назив                           | Општина               | Адреса                     | Ранг такмичења у тренутној сезони; 2016/17. |
| --- | ------------------------------- | --------------------- | -------------------------- | ------------------------------------------- |
|     | Омладински шаховски клуб МАТ    | Источна Илиџа         | Дабробосанска, Вељине      | Омладинска лига Републике Српске            |
|     | Шаховски клуб инвалида Хендикеп | Источно Ново Сарајево | Вука Караџића 30, Лукавица |                                             |
|     | Шаховски клуб Славија           | Источно Ново Сарајево | Николе Тесле 6, Лукавица   |                                             |
|     | Омладински шаховски клуб Гамбит | Пале                  | Михајла Пупина 28, Пале    |                                             |
|     | Шаховски клуб Романија          | Пале                  | Доброслава Јевђевића, Пале |                                             |

## Атлетика

### Атлетски клубови
| Грб | Назив                          | Општина               | Адреса                   | Ранг такмичења у тренутној сезони; 2016/17. |
| --- | ------------------------------ | --------------------- | ------------------------ | ------------------------------------------- |
|     | Атлетски клуб Источно Сарајево | Источно Ново Сарајево |                          |                                             |
|     | Атлетски клуб Пале             | Пале                  | Ивана Косанчића 10, Пале |                                             |

## Бициклизам

### Бициклистички клубови
| Грб | Назив                               | Општина               | Адреса                                   | Ранг такмичења у тренутној сезони; 2022/23.       |
| --- | ----------------------------------- | --------------------- | ---------------------------------------- | ------------------------------------------------- |
|     | Бициклистички клуб Источно Сарајево | Источно Ново Сарајево | Тврдимићи, Мали дом, Амфитеатар Бели Вук | Једно прво и два друга мјеста - Премијер лига БиХ |
|     | Бисиклистички клуб Јаворина         | пале                  | магистрални пут бб, Пале                 |                                                   |
|     | Бициклистички клуб МТБ ЕВОЛУТИОН    | Источна Илиџа         | Ристе Анђића до 25                       |                                                   |

Бициклистички клуб Источно Сарајево, скрачени назив БК Форис је први основани бициллистички клуб у Источном Сарајеву и тренутно једини званични спортски бициклистички клуб. Чланица је Бициклистичког савеза Босне и Херцеговине, као и Бициклистичког савеза Републике Српске. Тренутно има два делегата у Скупштини државног Савеза и једног у Скупштини републичког Савеза, као и члана Управног одбора у Савезу Републике Српске. Клуб је организовао трку Премијер лиге БиХ, има бројне медаље и као такав је значајан фактор када је у питању локални спортски бициклизам.

## Планинарење

### Планинарски клубови
| Грб | Назив                                 | Општина | Адреса                   | Ранг такмичења у тренутној сезони; 2016/17. |
| --- | ------------------------------------- | ------- | ------------------------ | ------------------------------------------- |
|     | Планинарско друштво Јаворина          | пале    | Магистрални пут бб, Пале |                                             |
|     | Планинарско еколошко друштво Романија | пале    | Стјепана Лучића 15, Пале |                                             |

## Тенис

### Тениски клубови
| Грб | Назив                 | Општина | Адреса                  | Ранг такмичења у тренутној сезони; 2016/17. |
| --- | --------------------- | ------- | ----------------------- | ------------------------------------------- |
|     | Тениски клуб Јахорина | пале    | Милана Симовића 8, Пале |                                             |

## Стони тенис

### Стонотениски клубови
| Грб | Назив                     | Општина       | Адреса  | Ранг такмичења у тренутној сезони; 2016/17. |
| --- | ------------------------- | ------------- | ------- | ------------------------------------------- |
|     | Стонотениски клуб Шампион | Источна Илиџа | Касиндо |                                             |

## Остало
- Боди билдинг клуб Славија - Источно Ново Сарајево
- Атлетски клуб Гласинац - Соколац
- Мачевалачки клуб Романија - Источно Ново Сарајево

## Угашени Клубови
- ФК Сарајево Српско Сарајево
- ФК Жељезничар Српско Сарајево
- Фудбалски клуб Гласинац Соколац
- ОФК Лукавица